# Neviser Zaharcu
Neviser Zaharcu (n. 21 ianuarie 1952

) este o fostă deputată din legislatura 2012-2016, aleasă din partea Partidului Social Democrat.